# Pál Maléter
Pál Maléter (4 de septiembre de 1917 - 16 de junio de 1958) fue el líder militar de la Revolución Húngara de 1956.
Máleter nació de padres húngaros en Eperjes, una ciudad del distrito de Sáros, en la parte norte de la Hungría histórica, actualmente Prešov en  Eslovaquia. Estudió medicina en la Universidad Carolina, en Praga antes de mudarse a Budapest en 1938, donde asistió a la academia militar. Combatió en el frente de Europa oriental de la Segunda Guerra Mundial hasta ser capturado por el Ejército Rojo. Se convirtió en comunista, entrenado en sabotaje, y fue enviado nuevamente a Hungría donde fue reconocido por su coraje y audacia.
En 1956 era coronel y comandante de una división blindada con asiento en Budapest cuando fue enviado a reprimir el Levantamiento Húngaro, pero al hacer contacto con los insurgentes decidió unírseles, ayudando a defender las Barracas Kilian. Fue el miembro más prominente del ejército húngaro que cambió de bando, aliándose a sus compatriotas antes que con los soviéticos.
Como jefe militar del bando insurgente se contactó con el nuevo gobierno y tuvo una rápida promoción de coronel a general, y el 29 de octubre fue nombrado Ministro de Defensa. El 3 de noviembre se dirigió a Tököl, ubicada cerca de Budapest, a negociar con las fuerzas militares soviéticas allí apostadas. Durante las discusiones del día siguiente, y contra las leyes internacionales, oficiales soviéticos arrestaron a Maléter en la reunión y lo encarcelaron.
Fue ejecutado junto a Imre Nagy y otros en una prisión de Budapest el 16 de junio de 1958, bajo cargos de intentar derrocar a la República Popular de Hungría. Su primera esposa y sus tres hijos se dirigieron a Estados Unidos al comenzar el levantamiento, mientras que su segunda esposa permaneció en Hungría; ambas mujeres volvieron a casarse posteriormente.
En junio de 1989, en el aniversario de la ejecución de  Imre Nagy, Géza Losonczy, József Szilágyi, Miklós Gimes y Pál Maléter, se celebró un homenaje a todos ellos en los que volvieron a ser enterrados con todos los honores, junto a un sexto ataúd vacío que simbolizaba todos aquellos que habían muerto en la sublevación de 1956.
Un pino fue nombrado como él - irónicamente, dada la altura de Maléter, es una variedad enana. Maléter era conocido por su gran altura, de acuerdo al historiador Victor Sebestyen, Maléter medía "más de dos metros de alto", o al menos seis pies y ocho pulgadas."

## Otras lecturas
- Sebestyen, Victor (2006). Twelve Days: The Story of the 1956 Hungarian Revolution. New York: Pantheon. pp. xix. ISBN 0-375-42458-X.
- Durschmied, Erik (2004). Unsung Heroes: The Twentieth Century's Forgotten History-Makers. Hodder & Stoughton. chap. X. ISBN 0-340-82520-0.

- Datos: Q669910
- Multimedia: Pál Maléter / Q669910